# Viliam Schrojf
Viliam Schrojf (2 d'agost de 1931 - 1 de setembre de 2007) fou un antic futbolista eslovac que jugava de porter.
Va jugar 39 partits amb la selecció de Txecoslovàquia. Amb la selecció disputà tres Mundials consecutius els anys 1954, 1958 i 1962. Destacà especialment en aquesta darrera edició on l'equip arribà a la final, essent derrotat per la selecció del Brasil.
Pel que fa a clubs, passà la major part de la seva trajectòria a l'Slovan Bratislava. També jugà a la Lokomotiva Košice.